# 1999-es Copa América
Az 1999-es Copa América a 39. kiírása volt a dél-amerikai válogatottak első számú tornájának. A tornát a CONMEBOL szervezte, melynek a házigazdája Paraguay volt. Meghívottként Mexikó és első ázsiai csapatként Japán vett részt. A tornát a brazil válogatott nyerte meg. A győztes részt vehetett a 2001-es konföderációs kupán.

## Résztvevők
| - Argentína - Bolívia - Brazília - Chile | - Ecuador - Japán - Kolumbia - Mexikó | - Paraguay - Peru - Uruguay - Venezuela |

## Helyszínek
| Város                | Stadion                        | Befogadóképesség |
| -------------------- | ------------------------------ | ---------------- |
| Asunción             | Estadio Defensores del Chaco   | 48 000           |
| Asunción             | Estadio General Pablo Rojas    | 25 000           |
| Ciudad del Este      | Estadio Antonio Oddone Sarubbi | 28 000           |
| Luque                | Estadio Feliciano Cáceres      | 24 000           |
| Pedro Juan Caballero | Monumental Río Parapití        | 20 000           |

## Eredmények
A 12 résztvevőt 3 darab 4 csapatos csoportba sorsolták. A csoportok végső sorrendje körmérkőzések után alakult ki. A csoportok első két helyezettje, valamint a két legjobb harmadik helyezettje jutott tovább a negyeddöntőbe, ahonnan egyenes kieséses rendszerben folytatódtak a küzdelmek.

### Csoportkör
A csoportkörben a győzelem három, a döntetlen egy pontot ért. Ha két vagy több csapat azonos pontszámmal állt, akkor az alábbiak alapján határozták meg a sorrendet:
1. az összes mérkőzésen elért jobb gólkülönbség
2. az összes mérkőzésen szerzett több gól
3. az érintett csapatok mérkőzésein szerzett több pont
4. sorsolás

| Jelmagyarázat                                                                                     |
| ------------------------------------------------------------------------------------------------- |
| A csoportok első két helyezettje bejutott az egyenes kieséses szakaszba.                          |
| A csoportok legjobb két harmadik helyezettje bejutott az egyenes kieséses szakaszba.              |
| A csoportok legrosszabb harmadik helyezettje, valamint a csoportok negyedik helyezettjei kiestek. |

#### A csoport
| Csapat   | M | Gy | D | V | G+ | G– | Gk | P |
| -------- | - | -- | - | - | -- | -- | -- | - |
| Paraguay | 3 | 2  | 1 | 0 | 5  | 0  | +5 | 7 |
| Peru     | 3 | 2  | 0 | 1 | 4  | 3  | +1 | 6 |
| Bolívia  | 3 | 0  | 2 | 1 | 1  | 2  | –1 | 2 |
| Japán    | 3 | 0  | 1 | 2 | 3  | 8  | –5 | 1 |

| 1999. június 29. |

| Peru                          | 3–2   | Japán              |
| ----------------------------- | ----- | ------------------ |
| Jorge Soto 70' Holsen 74' 81' | (0–1) | Lopes 6' Miura 77' |

| Estadio Defensores del Chaco, Asunción Játékvezető: Byron Moreno (ecuadori) |

| 1999. június 29. |

| Paraguay | 0–0 | Bolívia |
| -------- | --- | ------- |
|          |     |         |

| Estadio Defensores del Chaco, Asunción Játékvezető: Mario Sánchez (chilei) |

| 1999. július 2. |

| Peru       | 1–0   | Bolívia |
| ---------- | ----- | ------- |
| Zúñiga 87' | (0–0) |         |

| Estadio Defensores del Chaco, Asunción Játékvezető: Luis Solórzano (venezuelai) |

| 1999. július 2. |

| Paraguay                           | 4–0   | Japán |
| ---------------------------------- | ----- | ----- |
| Benítez 18' 62' Santa Cruz 40' 86' | (2–0) |       |

| Estadio Defensores del Chaco, Asunción Játékvezető: Armando Archundia (mexikói) |

| 1999. július 5. |

| Bolívia        | 1–1   | Japán                |
| -------------- | ----- | -------------------- |
| E. Sánchez 52' | (0–0) | Lopes 75' (11-esből) |

| Estadio Río Paraití, Pedro Juan Caballero Játékvezető: Byron Moreno (ecuadori) |

| 1999. július 5. |

| Paraguay       | 1–0   | Peru |
| -------------- | ----- | ---- |
| Santa Cruz 88' | (0–0) |      |

| Estadio Río Paraití, Pedro Juan Caballero Játékvezető: Óscar Ruiz (kolumbiai) |

#### B csoport
| Csapat    | M | Gy | D | V | G+ | G– | Gk  | P |
| --------- | - | -- | - | - | -- | -- | --- | - |
| Brazília  | 3 | 3  | 0 | 0 | 10 | 1  | +9  | 9 |
| Mexikó    | 3 | 2  | 0 | 1 | 5  | 3  | +2  | 6 |
| Chile     | 3 | 1  | 0 | 2 | 3  | 2  | +1  | 3 |
| Venezuela | 3 | 0  | 0 | 3 | 1  | 13 | –12 | 0 |

| 1999. június 30. |

| Mexikó        | 1–0   | Chile |
| ------------- | ----- | ----- |
| Hernández 59' | (0–0) |       |

| Estadio Antonio Oddone Sarubbi, Ciudad del Este Játékvezető: Horacio Elizondo (argentin) |

| 1999. június 30. |

| Brazília                                                               | 7–0   | Venezuela |
| ---------------------------------------------------------------------- | ----- | --------- |
| Ronaldo 28' 62' Emerson 40' Amoroso 59' 81' Ronaldinho 74' Rivaldo 82' | (2–0) |           |

| Estadio Antonio Oddone Sarubbi, Ciudad del Este Játékvezető: Bonifacio Núñez (paraguayi) |

| 1999. július 3. |

| Chile                                       | 3–0   | Venezuela |
| ------------------------------------------- | ----- | --------- |
| Zamorano 5' Estay 21' Tortolero 66' (öngól) | (2–0) |           |

| Estadio Antonio Oddone Sarubbi, Ciudad del Este Játékvezető: Juan Luna (bolíviai) |

| 1999. július 3. |

| Brazília             | 2–1   | Mexikó       |
| -------------------- | ----- | ------------ |
| Amoroso 20' Alex 45' | (2–0) | Terrazas 74' |

| Estadio Antonio Oddone Sarubbi, Ciudad del Este Játékvezető: Gustavo Méndez (uruguayi) |

| 1999. július 6. |

| Mexikó                    | 3–1   | Venezuela    |
| ------------------------- | ----- | ------------ |
| Blanco 21' 39' Osorno 29' | (3–0) | Urdaneta 72' |

| Estadio Antonio Oddone Sarubbi, Ciudad del Este Játékvezető: Bonifacio Núñez (paraguayi) |

| 1999. július 6. |

| Brazília               | 1–0   | Chile |
| ---------------------- | ----- | ----- |
| Ronaldo 36' (11-esből) | (1–0) |       |

| Estadio Antonio Oddone Sarubbi, Ciudad del Este Játékvezető: Horacio Elizondo (argentin) |

#### C csoport
| Csapat    | M | Gy | D | V | G+ | G– | Gk | P |
| --------- | - | -- | - | - | -- | -- | -- | - |
| Kolumbia  | 3 | 3  | 0 | 0 | 6  | 1  | +5 | 9 |
| Argentína | 3 | 2  | 0 | 1 | 5  | 4  | +1 | 6 |
| Uruguay   | 3 | 1  | 0 | 2 | 2  | 4  | –2 | 3 |
| Ecuador   | 3 | 0  | 0 | 3 | 3  | 7  | –4 | 0 |

| 1999. július 1. |

| Kolumbia    | 1–0   | Uruguay |
| ----------- | ----- | ------- |
| Bonilla 20' | (1–0) |         |

| Estadio General Pablo Rojas, Asunción Játékvezető: Wilson De Souza (brazil) |

| 1999. július 1. |

| Argentína                   | 3–1   | Ecuador      |
| --------------------------- | ----- | ------------ |
| Simeone 12' Palermo 55' 61' | (1–0) | Kaviedes 77' |

| Estadio Feliciano Cáceres, Luque Játékvezető: Gilberto Hidalgo (perui) |

| 1999. július 4. |

| Uruguay          | 2–1   | Ecuador      |
| ---------------- | ----- | ------------ |
| Zalayeta 72' 74' | (0–0) | Kaviedes 78' |

| Estadio Feliciano Cáceres, Luque Játékvezető: Mario Sánchez (chilei) |

| 1999. július 4. |

| Kolumbia                                     | 3–0   | Argentína |
| -------------------------------------------- | ----- | --------- |
| Córdoba 10' (11-esből) Congo 79' Montaño 87' | (1–0) |           |

| Estadio Feliciano Cáceres, Luque Játékvezető: Ubaldo Aquino (paraguayi) |

| 1999. július 7. |

| Kolumbia                | 2–1   | Ecuador      |
| ----------------------- | ----- | ------------ |
| Morantes 37' Ricard 39' | (2–0) | Graziani 50' |

| Estadio Feliciano Cáceres, Luque Játékvezető: Masayoshi Okada (japán) |

| 1999. július 7. |

| Argentína               | 2–0   | Uruguay |
| ----------------------- | ----- | ------- |
| González 1' Palermo 56' | (1–0) |         |

| Estadio Feliciano Cáceres, Luque Játékvezető: Gilberto Hidalgo (perui) |

#### Harmadik helyezett csapatok sorrendje
Sorrend meghatározása
1. az összes mérkőzésen szerzett több pont
2. az összes mérkőzésen elért jobb gólkülönbség
3. az összes mérkőzésen szerzett több gól
4. sorsolás

| Csoport | Csapat  | M | Gy | D | V | G+ | G– | Gk | P |
| ------- | ------- | - | -- | - | - | -- | -- | -- | - |
| B       | Chile   | 3 | 1  | 0 | 2 | 3  | 2  | +1 | 3 |
| C       | Uruguay | 3 | 1  | 0 | 2 | 2  | 4  | –2 | 3 |
| A       | Bolívia | 3 | 0  | 2 | 1 | 1  | 2  | –1 | 2 |

### Egyenes kieséses szakasz
|  |                              |              |                       |                              |       |           |                       |                       |                       |                       |               |       |       |
|  | Negyeddöntők                 | Negyeddöntők | Negyeddöntők          |                              |       | Elődöntők | Elődöntők             | Elődöntők             |                       |                       | Döntő         | Döntő | Döntő |
|  | Negyeddöntők                 | Negyeddöntők | Negyeddöntők          |                              |       | Elődöntők | Elődöntők             | Elődöntők             |                       |                       | Döntő         | Döntő | Döntő |
|  | július 11. – Ciudad del Este |              |                       |                              |       |           |                       |                       |                       |                       |               |       |       |
|  |                              |              |                       |                              |       |           |                       |                       |                       |                       |               |       |       |
|  | Brazília                     | Brazília     | 2                     |                              |       |           |                       |                       |                       |                       |               |       |       |
|  | Brazília                     | Brazília     | 2                     | július 14. – Ciudad del Este |       |           |                       |                       |                       |                       |               |       |       |
|  | Argentína                    | Argentína    | 1                     |                              |       |           |                       |                       |                       |                       |               |       |       |
|  | Argentína                    | Argentína    | 1                     |                              |       | Brazília  | Brazília              | 2                     |                       |                       |               |       |       |
|  | július 10. – Asunción        |              |                       |                              |       | Brazília  | Brazília              | 2                     |                       |                       |               |       |       |
|  |                              |              | Mexikó                | Mexikó                       | 0     |           |                       |                       |                       |                       |               |       |       |
|  | Mexikó                       | Mexikó       | Mexikó                | Mexikó                       | 0     | 3 (4)     |                       |                       |                       |                       |               |       |       |
|  | Mexikó                       | Mexikó       |                       |                              |       | 3 (4)     | július 18. – Asunción |                       |                       |                       |               |       |       |
|  | Peru                         | Peru         | 3 (2)                 |                              |       |           |                       |                       |                       |                       |               |       |       |
|  | Peru                         | Peru         | 3 (2)                 |                              |       | Brazília  | Brazília              | 3                     |                       |                       |               |       |       |
|  | július 10. – Asunción        |              |                       |                              |       | Brazília  | Brazília              | 3                     |                       |                       |               |       |       |
|  |                              |              | Uruguay               | Uruguay                      | 0     |           |                       |                       |                       |                       |               |       |       |
|  | Uruguay                      | Uruguay      | Uruguay               | Uruguay                      | 0     | 1 (5)     |                       |                       |                       |                       |               |       |       |
|  | Uruguay                      | Uruguay      | július 13. – Asunción |                              |       | 1 (5)     |                       |                       |                       |                       |               |       |       |
|  | Paraguay                     | Paraguay     | 1 (3)                 |                              |       |           |                       |                       |                       |                       |               |       |       |
|  | Paraguay                     | Paraguay     | 1 (3)                 |                              |       | Uruguay   | Uruguay               | 1 (5)                 | Bronzmérkőzés         | Bronzmérkőzés         | Bronzmérkőzés |       |       |
|  | július 11. – Luque           |              |                       |                              |       | Uruguay   | Uruguay               | 1 (5)                 | Bronzmérkőzés         | Bronzmérkőzés         | Bronzmérkőzés |       |       |
|  |                              |              | Chile                 | Chile                        | 1 (3) |           |                       | július 17. – Asunción | július 17. – Asunción | július 17. – Asunción |               |       |       |
|  | Chile                        | Chile        | Chile                 | Chile                        | 1 (3) | 3         |                       | július 17. – Asunción | július 17. – Asunción | július 17. – Asunción |               |       |       |
|  | Chile                        | Chile        |                       |                              |       |           |                       | Mexikó                | Mexikó                | 2                     |               |       |       |
|  | Kolumbia                     | Kolumbia     | 2                     |                              |       |           |                       | Mexikó                | Mexikó                | 2                     |               |       |       |
|  | Kolumbia                     | Kolumbia     | 2                     |                              |       | Chile     | Chile                 | 1                     |                       |                       |               |       |       |
|  |                              |              |                       |                              |       | Chile     | Chile                 | 1                     |                       |                       |               |       |       |

#### Negyeddöntők
| 1999. július 10. |

| Mexikó                        | 3–3 (h. u.)     | Peru                                |
| ----------------------------- | --------------- | ----------------------------------- |
| Hernández 28' 33' Torrado 87' | (2–3, 3–3, 3–3) | Palacios 6' Pereda 15' Solano 40'   |
| Büntetőpárbaj                 |                 |                                     |
| Suárez Terrazas García Zepeda | 4–2             | Solano Jorge Soto José Soto Reynoso |

| Estadio Defensores del Chaco, Asunción Játékvezető: Wilson de Souza (brazil) |

| 1999. július 10. |

| Uruguay                                     | 1–1 (h. u.)     | Paraguay                     |
| ------------------------------------------- | --------------- | ---------------------------- |
| Zalayeta 65'                                | (0–1, 1–1, 1–1) | Benítez 15'                  |
| Büntetőpárbaj                               |                 |                              |
| Fleurquín Guigou Alonso Zalayeta Magallanes | 5–3             | Acuña Gamarra Enciso Benítez |

| Estadio Defensores del Chaco, Asunción Játékvezető: Óscar Ruiz (kolumbiai) |

| 1999. július 11. |

| Chile                      | 3–2   | Kolumbia              |
| -------------------------- | ----- | --------------------- |
| Reyes 25' 50' Zamorano 65' | (1–2) | Bolaño 7' Bonilla 35' |

| Estadio Feliciano Cáceres, Luque Játékvezető: Benito Archundia (mexikói) |

| 1999. július 11. |

| Brazília                | 2–1   | Argentína |
| ----------------------- | ----- | --------- |
| Rivaldo 32' Ronaldo 48' | (1–1) | Sorín 10' |

| Estadio Antonio Oddone Sarubbi, Ciudad del Este Játékvezető: Gustavo Méndez (uruguayi) |

#### Elődöntők
| 1999. július 13. |

| Uruguay                                     | 1–1 (h. u.)     | Chile                     |
| ------------------------------------------- | --------------- | ------------------------- |
| Lembo 22'                                   | (1–0, 1–1, 1–1) | Zamorano 73'              |
| Büntetőpárbaj                               |                 |                           |
| Del Campo Guigou Alonso Zalayeta Magallanes | 5–3             | Vargas Aros Pizarro Reyes |

| Estadio Defensores del Chaco, Asunción Játékvezető: Ubaldo Aquino (paraguayi) |

| 1999. július 14. |

| Brazília                | 2–0   | Mexikó |
| ----------------------- | ----- | ------ |
| Amoroso 24' Rivaldo 42' | (2–0) |        |

| Estadio Antonio Oddone Sarubbi, Ciudad del Este Játékvezető: Byron Moreno (ecuadori) |

#### 3. helyért
| 1999. július 17. |

| Chile        | 1–2   | Mexikó                  |
| ------------ | ----- | ----------------------- |
| Palacios 81' | (0–1) | Palencia 26' Zepeda 87' |

| Estadio Defensores del Chaco, Asunción Játékvezető: Horacio Elizondo (argentin) |

#### Döntő
| 1999. július 18. |

| Brazília                    | 3–0   | Uruguay |
| --------------------------- | ----- | ------- |
| Rivaldo 20' 27' Ronaldo 46' | (2–0) |         |

| Estadio Defensores del Chaco, Asunción Játékvezető: Óscar Ruiz (kolumbiai) |

| Az 1999-es Copa América győztese |
| -------------------------------- |
| BRAZÍLIA 6. cím                  |

### Gólszerzők
| 5 gólos - Ronaldo - Rivaldo 4 gólos - Márcio Amoroso 3 gólos - Martín Palermo - Iván Zamorano - Luis Hernández - Miguel Angel Benítez - Roque Santa Cruz - Marcelo Zalayeta 2 gólos - Pedro Reyes - Víctor Bonilla - Jaime Kaviedes - Wagner Lopes - Cuauhtémoc Blanco - Roberto Holsen | 1 gólos - Kily González - Diego Simeone - Juan Pablo Sorín - Erwin Sánchez - Alex - Emerson - Ronaldinho - Fabián Estay - Raúl Palacios - Ariel Graziani - Atsuhiro Miura - Jorge Bolaño - Edwin Congo - Iván Córdoba - Johnnier Montaño - Neider Morantes - Hamilton Ricard | 1 gólos (folytatás) - Daniel Osorno - José Francisco Palencia - Isaac Terrazas - Gerardo Torrado - Miguel Zepeda - Roberto Palacios - José Pereda - Nolberto Solano - Jorge Soto - Israel Zúñiga - Daniel Lembo - Gabriel Urdaneta Öngólos - Edson Tortolero |

### Végeredmény
Az első négy helyezett utáni sorrend nem tekinthető hivatalosnak, mivel ezekért a helyekért nem játszottak mérkőzéseket. Ezért e helyezések meghatározásához az alábbiak lettek figyelembe véve:
1. több szerzett pont (a 11-esekkel eldöntött találkozók a hosszabbítást követő eredménnyel, döntetlenként vannak feltüntetve)
2. jobb gólkülönbség
3. több szerzett gól

A hazai csapat eltérő háttérszínnel kiemelve.
| Helyezés | Nemzet    | M | Gy | D | V | G+ | G– | Gk  | P  |
| -------- | --------- | - | -- | - | - | -- | -- | --- | -- |
| Arany    | Brazília  | 6 | 6  | 0 | 0 | 17 | 2  | +15 | 18 |
| Ezüst    | Uruguay   | 6 | 1  | 2 | 3 | 4  | 9  | –5  | 5  |
| Bronz    | Mexikó    | 6 | 3  | 1 | 2 | 10 | 9  | +1  | 10 |
| 4.       | Chile     | 6 | 2  | 1 | 3 | 8  | 7  | +1  | 7  |
|          |           |   |    |   |   |    |    |     |    |
| 5.       | Kolumbia  | 4 | 3  | 0 | 1 | 8  | 4  | +4  | 9  |
| 6.       | Paraguay  | 4 | 2  | 2 | 0 | 6  | 1  | +5  | 8  |
| 7.       | Peru      | 4 | 2  | 1 | 1 | 7  | 6  | +1  | 7  |
| 8.       | Argentína | 4 | 2  | 0 | 2 | 6  | 6  | 0   | 6  |
|          |           |   |    |   |   |    |    |     |    |
| 9.       | Bolívia   | 3 | 0  | 2 | 1 | 1  | 2  | –1  | 2  |
| 10.      | Japán     | 3 | 0  | 1 | 2 | 3  | 8  | –5  | 1  |
| 11.      | Ecuador   | 3 | 0  | 0 | 3 | 3  | 7  | –4  | 0  |
| 12.      | Venezuela | 3 | 0  | 0 | 3 | 1  | 13 | –12 | 0  |